# اشکیلینی، گمینا پرزیگودزیکه
اشکیلینی، گمینا پرزیگودزیکه (به لاتین: Trzcieliny, Gmina Przygodzice) یک منطقهٔ مسکونی در لهستان است که در Gmina Przygodzice واقع شده‌است.